# Pablo Cerda
Pablo José Miguel Cerda Adaro (San Antonio, Valparaíso, 18 de agosto de 1980) es un actor y cineasta chileno.

## Biografía
El 2003 egresa de la carrera de Actuación. Un año más tarde, inicia una ascendente carrera tanto en televisión, como en cine y teatro, participando en más de 9 producciones dramáticas, además de series y telefilms, tanto en Canal 13 como en TVN, su actual casa televisiva.
En cine destaca en la película Música campesina de Alberto Fuguet, proyecto audiovisual financiado por el Departamento de Estudios Latinoamericanos de la Universidad de Vanderbilt y filmada en Nashville, Tennessee entre el 25 de marzo y el 1 de abril de 2010.
Paralelo a la actuación se ha desarrollado como artista marcial, integrando actualmente la Selección Nacional de Hankido, campeona del mundo desde el año 2000. Así mismo, ha explorado en la danza contemporánea, destacando como primer bailarín del Teatro Municipal en la ópera Fulgor y muerte de Joaquín Murieta (2003).
Conjuntamente, ha dictado clases y seminarios de expresión corporal en diversos establecimientos educacionales, como la Universidad de Chile y la Universidad de las Américas, entre otros.
En 2008, funda La Nena, su productora audiovisual. Con ella inicia una carrera como director, llegando a realizar 4 cortometrajes en 2009, dentro de los cuales Domingo, es presentado en SANFIC y en el Festival Internacional de Cine de La Habana.
En abril de 2012 presentó su primer largometraje, Educación física, en el Buenos Aires Festival Internacional de Cine Independiente. El diario argentino La nación la incluyó dentro de las 10 películas imperdibles del festival. Cerda, que además de dirigir la película fue su protagonista, debió subir aproximadamente 23 kilos para interpretar el papel.

## Filmografía

### Actor
Películas
- 2006 - Kiltro (como Max Kalba, Joven)
- 2009 - New Brooklyn (como Álvaro Muñoz)
- 2010 - Velódromo (como Ariel Roth)
- 2011 - Música campesina (como Alejandro Tazo)
- 2012 - Educación física (como Exequiel)
- 2013 - El derechazo
- 2015 - Invierno (como José Quijandría)
- 2017 - Talca, París y Londres (como Pedro Riquelme)
- 2019 - Una mujer fantástica (como ejecutivo)

Cortometrajes
- 2007 - El chisme (como Mango Guy)
- 2009 - 2 horas (como Álvaro Celis)
- 2009 - Domingo (como Domingo)

### Director
Películas
- 2012 - Educación física

Cortometrajes
- 2009 - Domingo
- 2010 - Omar

## Televisión
| Año       | Título                | Papel              | Ref.                        |
| --------- | --------------------- | ------------------ | --------------------------- |
| 2004–2005 | Ídolos                | Lucas Brugnoli     | Elenco principal            |
| 2005      | 17                    | David Alfaro       | Elenco principal            |
| 2005      | Los Treinta           | Bruno De Negri     | Elenco principal            |
| 2006      | Amor en tiempo récord | Daniel Meza        | Elenco principal            |
| 2006      | Disparejas            | Pedro Marinovic    | Elenco principal            |
| 2006      | Floribella            | Claudio Bonilla    | ¿? episodios                |
| 2007      | Papi Ricky            | Greco Ovalle       | Elenco principal            |
| 2008      | Lola 2                | Rubén Donoso       | 79 episodios                |
| 2009      | Cuenta Conmigo        | Antonio de la Maza | Elenco principal            |
| 2010      | Martín Rivas          | Rafael San Luis    | Elenco principal            |
| 2011      | Témpano               | Javier Ibarra      | Elenco principal            |
| 2012      | Reserva de familia    | Daniel Rivera      | Elenco principal            |
| 2014      | Las Dos Carolinas     | Martín Parker      | Protagonista; 136 episodios |
| 2016–2017 | El Camionero          | Genaro Echeverría  | Antagonista; 149 episodios  |
| 2018      | Si yo fuera rico      | Nicolás Ríos       | 37 episodios                |
| 2018–2019 | Pacto de sangre       | Raimundo Costa     | Protagonista; 133 episodios |

| Año  | Título                       | Personaje         | Rol                                         |
| ---- | ---------------------------- | ----------------- | ------------------------------------------- |
| 2006 | Tiempo Final: En tiempo real | Trompa Santibáñez | Episodio: «Tarjeta roja»                    |
| 2006 | Justicia para todos          | Alex Hernández    |                                             |
| 2006 | Infieles                     | -                 |                                             |
| 2007 | Héroes                       | Luis Uribe Orrego | Episodio: «Prat, la gloria tiene su precio» |
| 2013 | Bim bam bum                  | Manuel Mendoza    | Papel principal.                            |
| 2016 | Bala loca                    | Fabio             | 1 episodio                                  |
| 2018 | Mary & Mike                  | Coronel Urrutia   |                                             |
| 2019 | En terapia                   | Sergio            |                                             |

### Programas de televisión
- Buenos días a todos (TVN, 2012) - Invitado.
- Entretelones (CNN Chile, 2012) - Invitado.
- Aquí se baila (Canal 13, 2022) - Participante (1.º Abandono).